# Lac Provancher (Rouyn-Noranda)
Pour les articles homonymes, voir Provancher.
Le lac Provancher est un plan d’eau douce situé dans la ville de Rouyn-Noranda, dans la région administrative de l'Abitibi-Témiscamingue, au Québec, au Canada. Le lac Provancher s'avère le lac de tête de la rivière Beauchastel, un affluent de la rivière Kinojévis.
Le village de Beaudry est situé à 6,4 km au Nord-Ouest de la partie Nord du lac Provancher. Le boulevard Témiscamingue dessert la rive Ouest du lac ; le chemin du rang Gauvin, la partie Sud et le chemin Loranger, la partie Nord.
La foresterie s’avère la principale activité économique du secteur ; les activités récréotouristiques arrivent en second. Ce lac comporte une seule petite île.
Annuellement, la surface du lac est généralement gelée de la mi-novembre à la fin avril, néanmoins, la période de circulation sécuritaire sur la glace est habituellement de la mi-décembre à la mi-avril. Une zone de marais entoure une baie au Nord-Est et la zone au Sud de l’embouchure du lac, situé au Sud-Est.

## Géographie
Les bassins versants voisins du lac Provancher sont :
- côté nord : lac Montbeillard, lac Beauchastel, rivière Beauchastel, rivière à Pressé ;
- côté est :rivière Bellecombe, rivière Kinojévis ;
- côté sud : lac Barrière (Rouyn-Noranda) , lac Fréchette ;
- côté ouest : lac Opasatica, lac Boisclair, ruisseau Thomas.

L’embouchure du lac Provancher est situé à : 17,8 km au sud-ouest de l’embouchure de la rivière Beauchastel ; 21,8 km au sud du centre-ville de Rouyn-Noranda ; à 37,8 km à l’ouest de l’embouchure de la rivière Beauchastel ; à km au nord-ouest de la confluence de la rivière Kinojévis et de la rivière des Outaouais ; à 10,9 km à l’est du lac Opasatica.

## Toponymie
Le terme « Provancher » se réfère à un patronyme de famille d'origine française.
L'hydronyme « lac Provancher » a été officialisé le 5 décembre 1968 à la Commission de toponymie du Québec, soit lors de sa fondation.